# Vadim Naumov
Vadim Vladimirovich Naumov (em russo:  Вадим Владимирович Наумов; Leningrado, 7 de abril de 1969 – Washington, D.C., 29 de janeiro de 2025) foi um patinador artístico russo. Naumov conquistou com Evgenia Shishkova uma medalha de ouro, uma de prata e uma de bronze em campeonatos mundiais, e uma medalhas de prata e quatro de bronze em campeonatos europeus. Ele também competiu nos Jogos Olímpicos de Inverno de 1992 e 1994.

## Principais resultados

### Com Evgenia Shishkova
| Resultados                                                                   | Resultados       | Resultados        | Resultados        | Resultados        | Resultados        | Resultados        | Resultados      | Resultados        | Resultados       | Resultados    | Resultados    | Resultados    |
| Internacional                                                                | Internacional    | Internacional     | Internacional     | Internacional     | Internacional     | Internacional     | Internacional   | Internacional     | Internacional    | Internacional | Internacional | Internacional |
| Evento/Temporada                                                             | 1989– 1990       | 1990– 1991        | 1991– 1992        | 1992– 1993        | 1993– 1994        | 1994– 1995        | 1995– 1996      | 1996– 1997        | 1997– 1998       |               |               |               |
| ---------------------------------------------------------------------------- | ---------------- | ----------------- | ----------------- | ----------------- | ----------------- | ----------------- | --------------- | ----------------- | ---------------- | ------------- | ------------- | ------------- |
| Jogos Olímpicos                                                              |                  |                   | 5.º               |                   | 4.º               |                   |                 |                   |                  |               |               |               |
| Campeonato Mundial                                                           |                  | 5.º               | 5.º               | Medalha de bronze | Medalha de ouro   | Medalha de prata  | 4.º             |                   |                  |               |               |               |
| Campeonato Europeu                                                           |                  | Medalha de bronze | Medalha de bronze | Medalha de bronze | Medalha de prata  | Medalha de bronze |                 | 5.º               |                  |               |               |               |
| CS Champions Series Final                                                    |                  |                   |                   |                   |                   |                   | Medalha de ouro |                   | 5.º              |               |               |               |
| CS Cup of Russia                                                             |                  |                   |                   |                   |                   |                   |                 |                   | Medalha de prata |               |               |               |
| CS NHK Trophy                                                                |                  |                   | Medalha de ouro   | Medalha de ouro   |                   |                   | Medalha de ouro | Medalha de prata  |                  |               |               |               |
| CS Skate America                                                             |                  |                   |                   | Medalha de bronze | Medalha de ouro   | Medalha de prata  |                 |                   | Medalha de prata |               |               |               |
| CS Skate Canada International                                                |                  | Medalha de prata  |                   |                   |                   |                   | Medalha de ouro |                   |                  |               |               |               |
| Grand Prix International de Paris                                            |                  |                   |                   | Medalha de ouro   |                   |                   |                 |                   |                  |               |               |               |
| Nations Cup                                                                  |                  |                   | Medalha de prata  |                   | Medalha de ouro   |                   |                 |                   |                  |               |               |               |
| Nebelhorn Trophy                                                             | Medalha de prata |                   |                   |                   |                   |                   |                 |                   |                  |               |               |               |
| Jogos da Boa Vontade                                                         |                  |                   |                   |                   |                   | Medalha de bronze |                 |                   |                  |               |               |               |
| Nacional                                                                     |                  |                   |                   |                   |                   |                   |                 |                   |                  |               |               |               |
| Campeonato Russo                                                             |                  |                   |                   | Medalha de ouro   | Medalha de bronze |                   | Medalha de ouro | Medalha de bronze |                  |               |               |               |
| Campeonato Soviético                                                         |                  | Medalha de ouro   | Medalha de prata  |                   |                   |                   |                 |                   |                  |               |               |               |
|                                                                              |                  |                   |                   |                   |                   |                   |                 |                   |                  |               |               |               |
| Legenda: CS = Champions Series; Competição não foi disputada nesta temporada |                  |                   |                   |                   |                   |                   |                 |                   |                  |               |               |               |

## Morte
Naumov e Shishkova eram passageiros do voo 5342 da American Airlines quando ele caiu em 29 de janeiro de 2025.